# Ermita de San Miguel (Grisén)
L'ermita de San Miguel és una ermita situada als afores de la localitat saragossana de Grisén (Espanya). El temple, d'estil gòtic, va ser construït entre el segle xiii i el segle xiv, amb fàbrica de maó i està emblanquinat. Està dedicada a Sant Miquel Arcàngel, un dels patrons de la localitat.
Es tracta d'un edifici d'una sola nau, de planta rectangular, dividida en quatre trams. Compta amb arcs faixons apuntats, contraforts a l'exterior, una espadanya d'època més recent i coberta a dues aigües. La portada d'accés compta amb un arc de mig punt.